# Оазис (хутор)
Оазис — хутор в Северском районе Краснодарского края. Входит в состав Новодмитриевского сельского поселения. По данным переписи 2010 года, на хуторе проживает 216 человек (108 мужчин и 108 женщин).

## География
Хутор Оазис расположен примерно в 22 км к югу от центра Краснодара. В 8 км северо-западнее хутора находится станция Энем I Северо-Кавказской железной дороги РЖД. В 9 км северо-западнее хутора проходит автодорога А146 Краснодар — Новороссийск.

### Улицы
Список улиц хутора:
- пер. Северный,
- ул. Длинная,
- ул. Карасунская,
- ул. Центральная.

## История
Хутор Оазис был образован в 1920 году. По другим данным,  Оазис Блог Крисчия, что в переводе «оазис благословенных христиан», основан в 1913 году и хутор Авакимянц, основан в 1916 году. Здесь стали селиться армяне, сбежавшие от турецкого геноцида, переехавшие из разных районов края.
К 1926 году входил в Новодмитриевский сельсовет.
В 1930 году здесь был основан колхоз имени Степана Георгиевича Шаумяна, организатора советской власти в Закавказье. В 1938 году на хуторе на площади 20 га был посажен сад, но основной культурой в хозяйстве был табак.
В 1939 году хуторяне поехали на ВДНХ в Москву, откуда вернулись с дизельной электростанцией германского производства. Полуразрушенное здание электростанции стоит и в 21 веке.
Во время Великой Отечественной войны  станица Новодмитриевская стала важным стратегическим объектом. Полем страшной битвы была «Аульная балка», где за 25 дней погибли более 2000 бойцов. 
На базе имеющегося сельского обелиска был разбит уютный сквер «В честь 60-летия Победы». Здесь находится подлинное братское захоронение и плиты с именами погибших воинов.

## Население
| 2002 | 2010 |
| ---- | ---- |
| 144  | ↗216 |